# Adrian Weinberg
Adrian Leonardo Weinberg (Los Angeles, 25 de novembro de 2001) é um jogador de polo aquático estadunidense.

## Início da vida
Weinberg nasceu em 25 de novembro de 2001, em Los Angeles, Califórnia. Ele começou a nadar aos sete anos e mais tarde fez um teste com um time de pólo aquático juvenil da área. Inicialmente um jogador de posição, mais tarde ele tentou goleiro e imediatamente, "ele encontrou seu lugar". Ele jogou pela Pride Water Polo Academy e continuou sua carreira na Oaks Christian School em Westlake Village.
No Oaks Christian, Weinberg foi um jogador de quatro anos no polo aquático e ajudou a escola a vencer o campeonato da Divisão 3 de 2016 e uma aparição no campeonato da Divisão 1 de 2018. Em um ano, ele registrou 248 defesas e teve uma média de 12,4 defesas por jogo, sendo escolhido o primeiro time All-American, o co-jogador do ano da Divisão 3 e o jogador mais valioso da Elite 8. Ele também foi nomeado o Jogador de Polo Aquático do Ano do Ventura County Star.

## Carreira universitária
Weinberg frequentou a Universidade da Califórnia em Berkeley, e inicialmente pretendia ficar de fora como calouro, devido ao California Golden Bears ter um titular de retorno e um goleiro All-American. No entanto, o treinador principal o convenceu a tentar jogar, e Weinberg finalmente ganhou a vaga de titular em seu primeiro ano. Ele se tornou um dos melhores goleiros do país e começou 22 de 23 jogos, registrando 217 defesas enquanto era nomeado menção honrosa All- Mountain Pacific Sports Federation (MPSF) e menção honrosa All-American pela ACWPC. Em seu segundo ano, ele foi o líder do MPSF em defesas por jogo e foi escolhido como segundo time All-MPSF, sendo o terceiro em porcentagem de defesas.
Em 2021, Weinberg novamente liderou o MPSF em defesas por jogo e em defesas totais, sendo nomeado segundo time All-American, segundo time All-MPSF e ajudando os Golden Bears a vencer o campeonato nacional da NCAA, ao mesmo tempo em que foi nomeado para o time All-Tournament do Campeonato da NCAA. Ele ganhou outro campeonato nacional em 2022, ganhou outra seleção All-MPSF e registrou 204 defesas no total. Ele voltou para uma temporada final em 2023 e ganhou seu terceiro campeonato nacional consecutivo, tendo 200 defesas no ano.

## Carreira internacional
Weinberg foi membro do programa USA Water Polo desde jovem; ele competiu internacionalmente pela Equipe de Desenvolvimento e Seleção Nacional Juvenil em 2015 e pela Seleção Nacional de Cadetes em 2016. Ele jogou pela seleção nacional júnior no Campeonato Mundial Júnior de Polo Aquático da FINA em 2019 e 2021 e treinou com a seleção nacional sênior antes das Olimpíadas de Verão de 2020, embora não tenha competido lá. Ele foi convocado para a seleção nacional sênior para o Campeonato Mundial de Esportes Aquáticos de 2022 e também participou do torneio da Liga Mundial de Polo Aquático Masculino da FINA de 2022.Em 2023, ele jogou na Copa do Mundo de Esportes Aquáticos, no Campeonato Mundial de Esportes Aquáticos e nos Jogos Pan-Americanos.
Nos Jogos Olímpicos de Verão de 2024, em Paris, conquistou a medalha de bronze no torneio masculino do polo aquático, após vencer confronto contra a equipe húngara por 11–8 na disputa pelo terceiro lugar.